# Иван Јегорович Шевич
Иван Јегорович Шевич (рус. Шевич, Иван Егорович) је био српски племић, рођен у Русији, један од водећих ратних генерала и један од најхрабријих у руској царској војсци под командом Михаила Кутузова и цара Александра I у рату против наполеонске Француске. Његов деда, генерал-потпуковник Јован Шевић, водио је српске колонисте из Хабзбуршке монархије у царску Русију за време царице Јелисавете Петровне. Иванова победа против Наполеона у Бородинској бици 1813. сврстава га у први ред руских војних хероја. Данас његов портрет виси са другим генералима у Војној галерији Државне Ермитаже из 1812. у Санкт Петербургу.

## Биографија
Иван Шевич је рођен 1754. године у српској племићкој породици у Славенској Србији. Његов отац Георгије био је син Јована Шевића који је предводио сеобу Срба из Војне крајине Хабзбуршке монархије у Русију. Тамо је Иван провео већи део свог детињства у Новоросији, новом имену које је Катарина Велика дала територијама које су освојили од Татара и Турака и населили Срби и други једноверци, Словени и Власи. По завршетку обуке, ступио је у руску војну службу са 16 година, поставши наредник Московске легије. Две године касније добио је први официрски чин заставника док је већ служио у Илирским Хусарима. Године 1773. учествовао је у походу на Крим, а следеће године у гушењу сељачке побуне коју је предводио Јемељан Пугачов, што је било његово ватрено крштење.
Као коњички официр борио се у планинским областима на Кубању, затим против Турака Османлија 1788. код Очакова, Каушена и Бендера (током „Другог Катарининог турског рата“). Године 1794. његова коњица је послата против пољских конфедерата. Пуковник је постао 1798. у 44. години. Октобра 1799. именован је за команданта Глуховског кирасирског пука, али је после четири месеца дао оставку на ту позицију.
Цар Александар I вратио је Шевича у службу децембра 1806. Следеће године се Шевиш борио са Турцима на Дунаву, у Влашкој. У акцијама против гарнизона тврђаве Браила командовао је посебним одредом. У децембру исте 1807. године генерал-мајор Шевич је постављен за члана Министарства војног за Комесаријатску експедицију. 28. новембра 1808. године добио је команду над лајб-гардијским хусарским пуком, који је 1812. године био у саставу војске Барклаја де Толија.
У кампањи 1813. учествовао је у биткама код Луцена, Бауцена и Кулма. Због храбрости исказане у Кулму, унапређен је у генерал-потпуковника 30. августа 1813. године.
Погинуо је у бици код Лајпцига 4. октобра 1813. године.

## Белешке
1. ↑  енгл.